# APB (joc video din 1987)
A.P.B. ("All Points Bulletin") este un joc arcade dezvoltat de Atari Games. A fost lansat în 1987.

## Gameplay
In joc, jucatorul ia rolul lui BOB, un politist nebun.